# Paul Cassirer

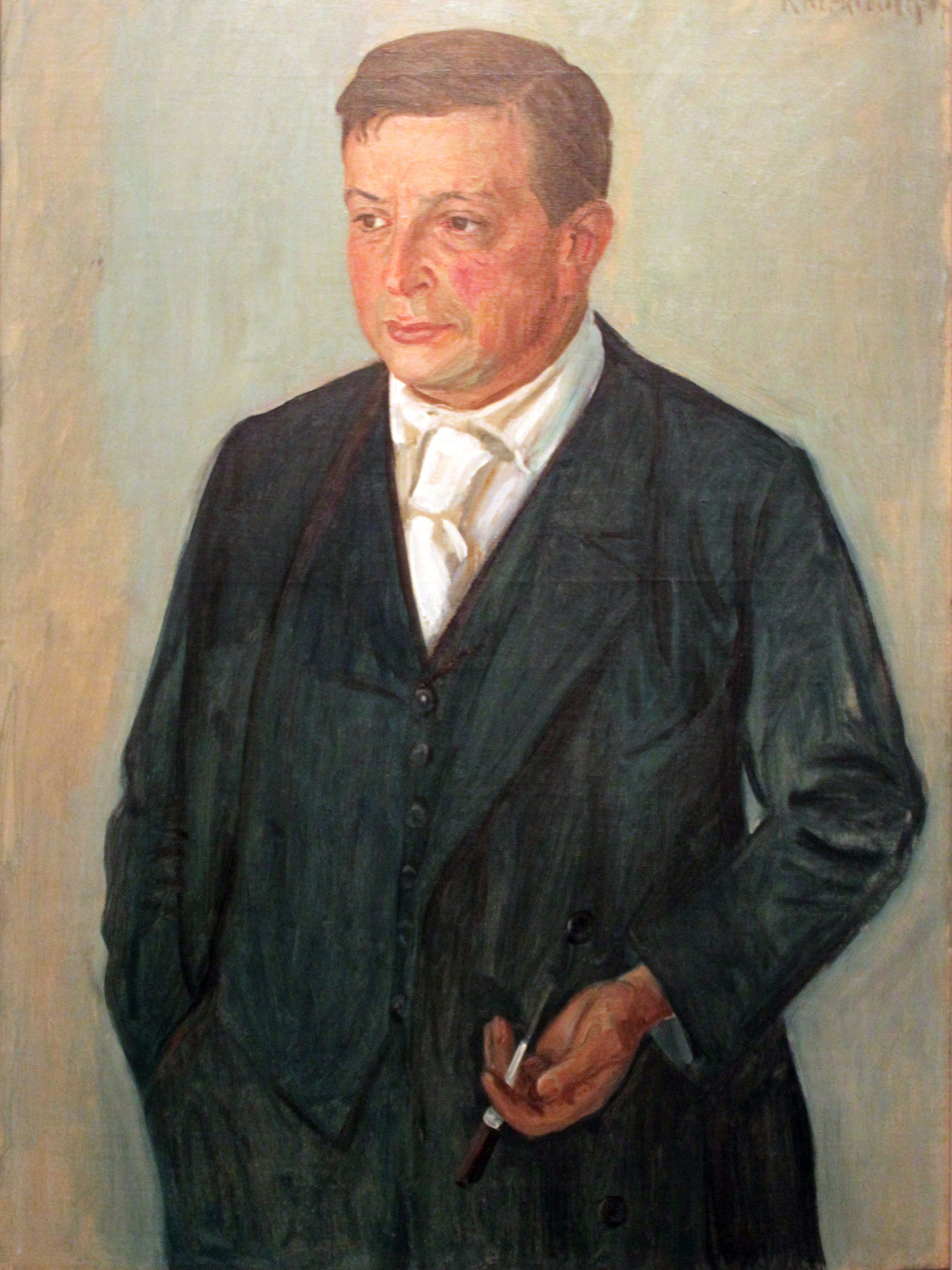
Portret van Paul Cassirer door Leopold von Kalckreuth (1912)

Paul Cassirer (Görlitz, Duitsland, 21 februari 1871 - Berlijn, 7 januari 1926) was een Duits kunsthandelaar en uitgever, die een belangrijke rol speelde bij de bevordering van het werk van kunstenaars van de Berlijnse Secession en van de Franse impressionisten en post-impressionisten, in het bijzonder die van Vincent van Gogh en Paul Cezanne. Van Johanna Bonger (Theo van Goghs vrouw) kocht hij voor zijn kunsthandel in totaal 55 schilderijen en tekeningen van Vincent van Gogh.
Paul Cassirer had ook een kunsthandel in Amsterdam op de Keizersgracht 209.
Paul Cassirer begon als een student kunstgeschiedenis, en werd een schrijver in 1890 in München, waar hij werkte voor het weekblad Simplicissimus. In München publiceerde hij ook twee romans.
Cassirer verhuisde naar Berlijn waar hij met zijn neef Bruno een galerij opende op de begane grond van zijn eigen huis in de Viktoriastrasse 35. De neven kwamen uit een vooraanstaande familie.
In 1901 bezocht Cassirer Julien Leclercqs overzichtstentoonstelling van Van Goghs werk, en later dat jaar organiseerde hij de introductie van vijf doeken van Van Gogh in de mei-show van de Berlijnse Secession.
In 1895 trouwde Cassirer met Lucie Oberwarth. Op 21 mei 1904 werd het huwelijk van Cassirer en Oberwarth ontbonden. 
In 1910 trouwde hij met Ottilie Godefroy (Wenen 18 augustus 1880 - Berlijn, 21 februari 1971), een actrice bekend onder haar pseudoniem Tilla Durieux.
Op 7 januari 1926 ontmoette Cassirer zijn vrouw in het kantoor van een advocaat voor het bespreken van de echtscheidingsprocedure. Hij verontschuldigde zich en liep naar een andere kamer, waar hij zelfmoord pleegde, zoals eerder ook Van Gogh dat had gedaan.